# Хелмжа (гмина)
Хелмжа (пол. Chełmża) — сельская гмина (волость) в Польше, входит как административная единица в Торуньский повет, Куявско-Поморское воеводство. Население — 9485 человек (на 31 декабря 2010 год).

## Сельские округа
1. Бельчины
2. Богуславки
3. Бронхнувко
4. Бровина
5. Джонувко
6. Дземёны
7. Глухово
8. Глухово-Виндак
9. Гжегож
10. Гживна
11. Янушево
12. Келбасин
13. Коньчевице
14. Кучвалы
15. Лизново
16. Мираково
17. Навра
18. Нова-Хелмжа
19. Парова-Фаленцка
20. Плюсковенсы
21. Скомпе
22. Славково
23. Стружаль
24. Шерокопас
25. Свентослав
26. Витково
27. Зайёнчково
28. Зельгно

## Прочие поселения
1. Боцень
2. Дзвежно
3. Гродно
4. Морчины
5. Залесе
6. Зельгно-Бездул

## Соседние гмины
1. Хелмжа
2. Гмина Киево-Крулевске
3. Гмина Ковалево-Поморске
4. Гмина Лисево
5. Гмина Лубянка
6. Гмина Лысомице
7. Гмина Папово-Бискупе
8. Гмина Плужница
9. Гмина Вомбжезьно